# Barreau de Charleroi
Le barreau de Charleroi est l'ordre professionnel des avocats pour l'arrondissement judiciaire de Charleroi. Il est l'un des 12 ordres des barreaux francophones et germanophone de Belgique.
Ses valeurs essentielles sont notamment celles de la profession prévues dans le livre III ( « Du barreau » ) du Code judiciaire : l'indépendance, le secret professionnel, la probité, la défense des plus faibles, la loyauté, la délicatesse, la dignité, la solidarité, etc. En janvier 2013, un code de déontologie obligatoire est venu compléter ces règles au niveau belge.
Les avocats du barreau, de Charleroi peuvent plaider devant toutes les juridictions nationales et internationales sous réserve de dispositions particulières relatives à la Cour de cassation.
Comme chaque barreau de Belgique, le barreau de Charleroi est composé de plusieurs catégories d'avocat : 
- les avocats ;
- les avocats-stagiaires ;
- les avocats communautaires (avocats inscrits dans un autre barreau de l'Union européenne et exerçant en Belgique).

## Histoire
Le Tribunal de premier instance de Charleroi voit le jour sous le Premier Empire français, conformément à la loi du 28 Pluviôse An VIII (28 janvier 1800) mais son installation officielle n'a lieu que le 27 juin 1811 par décret impérial du 30 avril 1811. Dès le départ, les principes du cadre organisationnel du barreau de Charleroi sont basés sur le décret promulgué par le gouvernement impérial français le 14 décembre 1810. Les dispositions portent en particulier sur l’exercice de la profession d’avocat et la discipline du barreau.

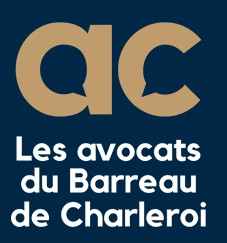
Logo du barreau de Charleroi.

En 1840, il y avait 20 avocats et, en 1852, 24 inscrits au barreau de Charleroi. En 1853, un Conseil de discipline est constitué et Charles Biourge en est nommé le premier bâtonnier,.

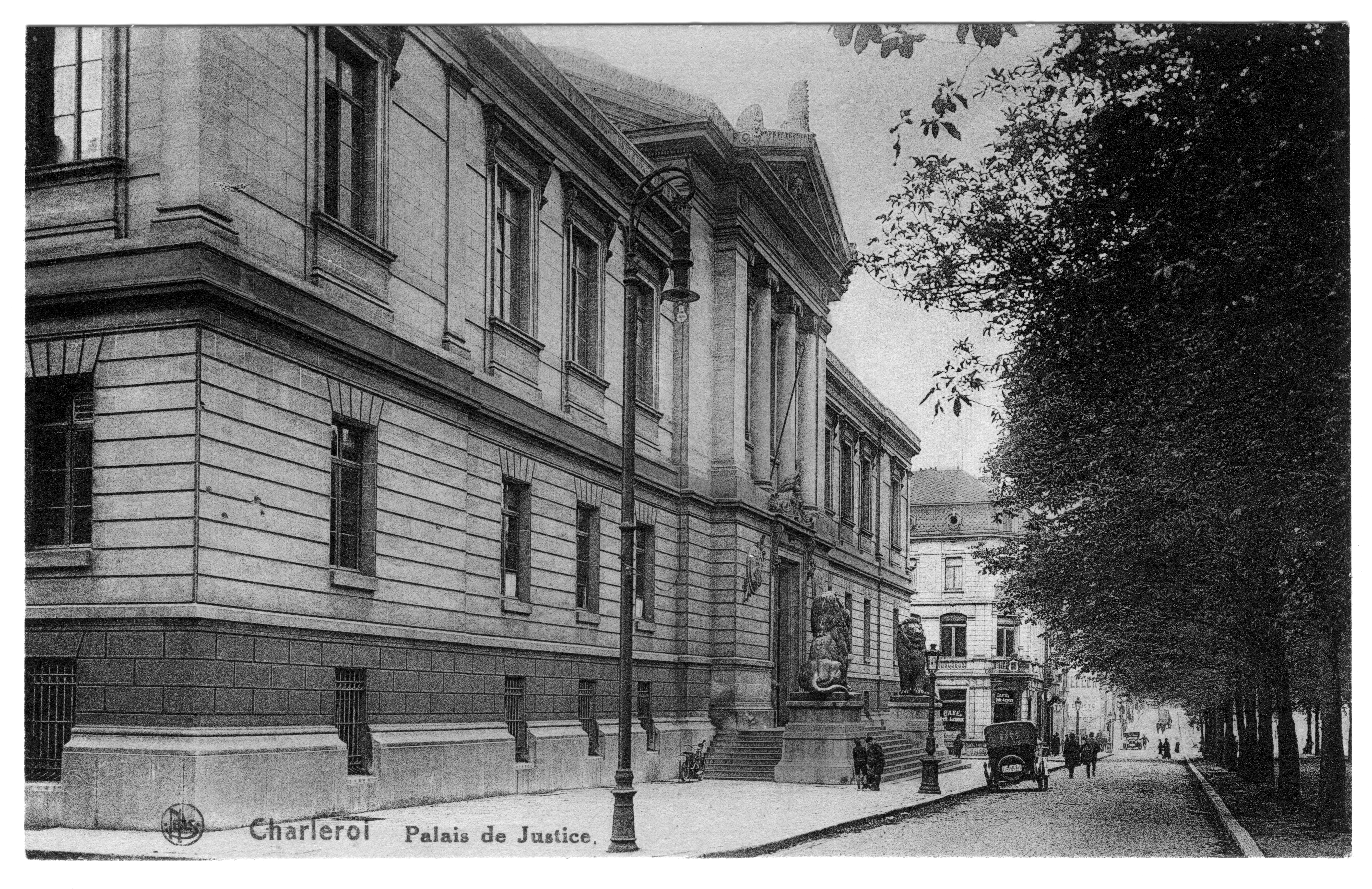
Ancien Palais de justice de Charleroi.

En 1885, est créée la Conférence du Jeune Barreau de Charleroi à l'initiative de Michel Levie et de Jules Destrée qui en devient le premier secrétaire,.
Dans les années 1920, Ida de Ridder est l'une des premières femmes inscrite au barreau de Charleroi à la suite de la promulgation de la loi du 7 avril 1922 qui autorise les femmes porteuses du diplôme de docteur en droit à prêter le serment d'avocat et à plaider en justice. En 1950, elle est également la première femme admise au Conseil de l'Ordre de Charleroi.
Le 31 mars 1952, le Conseil de l'Ordre de Charleroi élabore le règlement qui autorise l'association d'avocats à l'instar d'autres barreaux belges. L'association permet la spécialisation des avocats en certaines matières juridiques tout en étant soumise à des règles d'organisation : limitation du nombre des associés, conditions d'âge et approbation des statuts par le bâtonnier.
Au cours des dernières décennies, le nombre d'avocats au barreau de Charleroi a connu une forte progression : de 1972 à 2011, ayant presque triplé ses effectifs s'élevant à 517 en 2011.
Au barreau de Charleroi comme dans les barreaux francophones et germanophone de Belgique, le métier d'avocat se féminise, les femmes étant déjà, en 2019, majoritaires au niveau des barreaux francophones et germanophone de Belgique. La première bâtonnière de l'Ordre des avocats de Charleroi a ainsi été élue en 2005.
En 2013, est institué au niveau belge un code de déontologie obligatoire de l'avocat.
En décembre 2022, le barreau de Charleroi inaugure la « Maison de l’Avocat » un espace de travail et de réunion pour les avocats ainsi que de médiation et d'accueil du public.

## Organisation
Le barreau de Charleroi se compose :
- d'un Ordre des avocats, instituant le règlement interne auquel sont soumis tous les avocats et stagiaires inscrits sous cet ordre ;

- d'un bâtonnier élu à l'assemblée générale des avocats qui dirige l'ordre ;
- d'un vice-bâtonnier élu à l'assemblée générale des avocats qui assiste et remplace de plein droit le bâtonnier en cas d'empêchement. Il préside la commission du règlement et de la déontologie ;
- d'un Conseil de l'Ordre qui assiste le bâtonnier. Il est composé de 15 avocats, dits conseillers de l'ordre, élus chaque année par leurs pairs. Le Conseil de l'Ordre du barreau de Charleroi a son siège au Palais de justice de Charleroi, au no 2 de l'avenue du Général Michel ;
- d'un secrétariat permanent réceptionnant toutes les demandes ;

- d'un bureau d'aide juridique situé au Palais de justice de Charleroi, au no 2 de l'avenue du Général Michel.

Au sein du barreau, la Conférence du Jeune Barreau organise des activités à caractère social et des contacts avec les barreaux belges et étrangers. Chaque année, un président est élu par ses pairs. De même, dans le courant du mois de janvier, la Conférence du Jeune Barreau organise une séance solennelle de rentrée (généralement à l'hôtel de ville de Charleroi) à laquelle assistent de nombreux représentants des barreaux belges et étrangers, des personnalités du monde diplomatique, politique et des affaires. Cette séance permet à un jeune avocat de prononcer un discours sur un thème de son choix,.

## L’Ordre
Le Conseil de l'Ordre est composé de treize élus chaque année par l’ensemble de leurs confrères. Il veille au développement et au bon exercice de la profession.

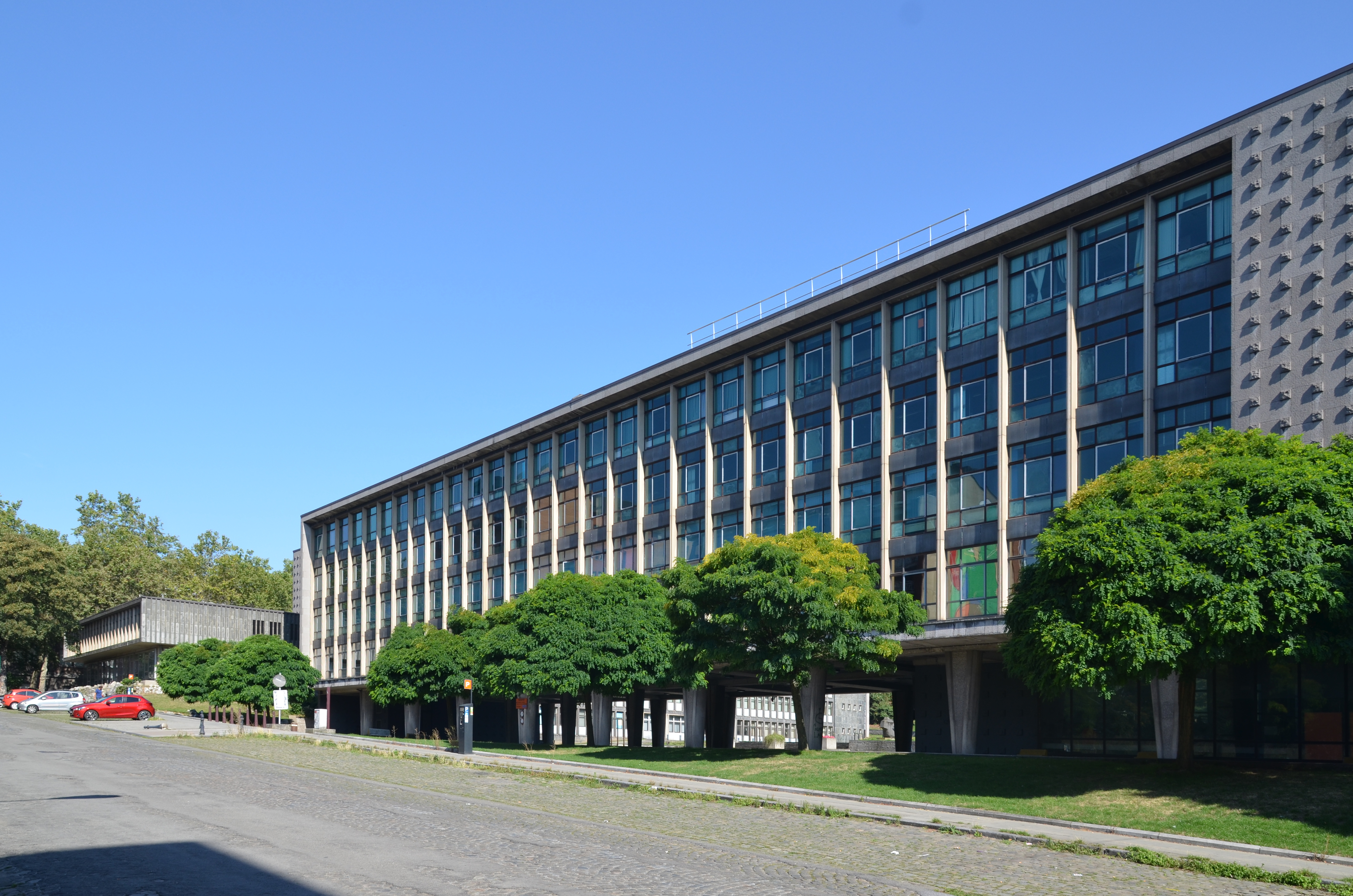
Palais de justice de Charleroi, siège du Conseil de l'Ordre et du bureau d'aide juridique.

L'admission des avocats, l'organisation du stage, la déontologie (soit les règles propres à la profession d'avocat et à son exercice), le règlement des incidents entre avocats et des litiges en matière d'honoraires font partie des missions assumées par le conseil.

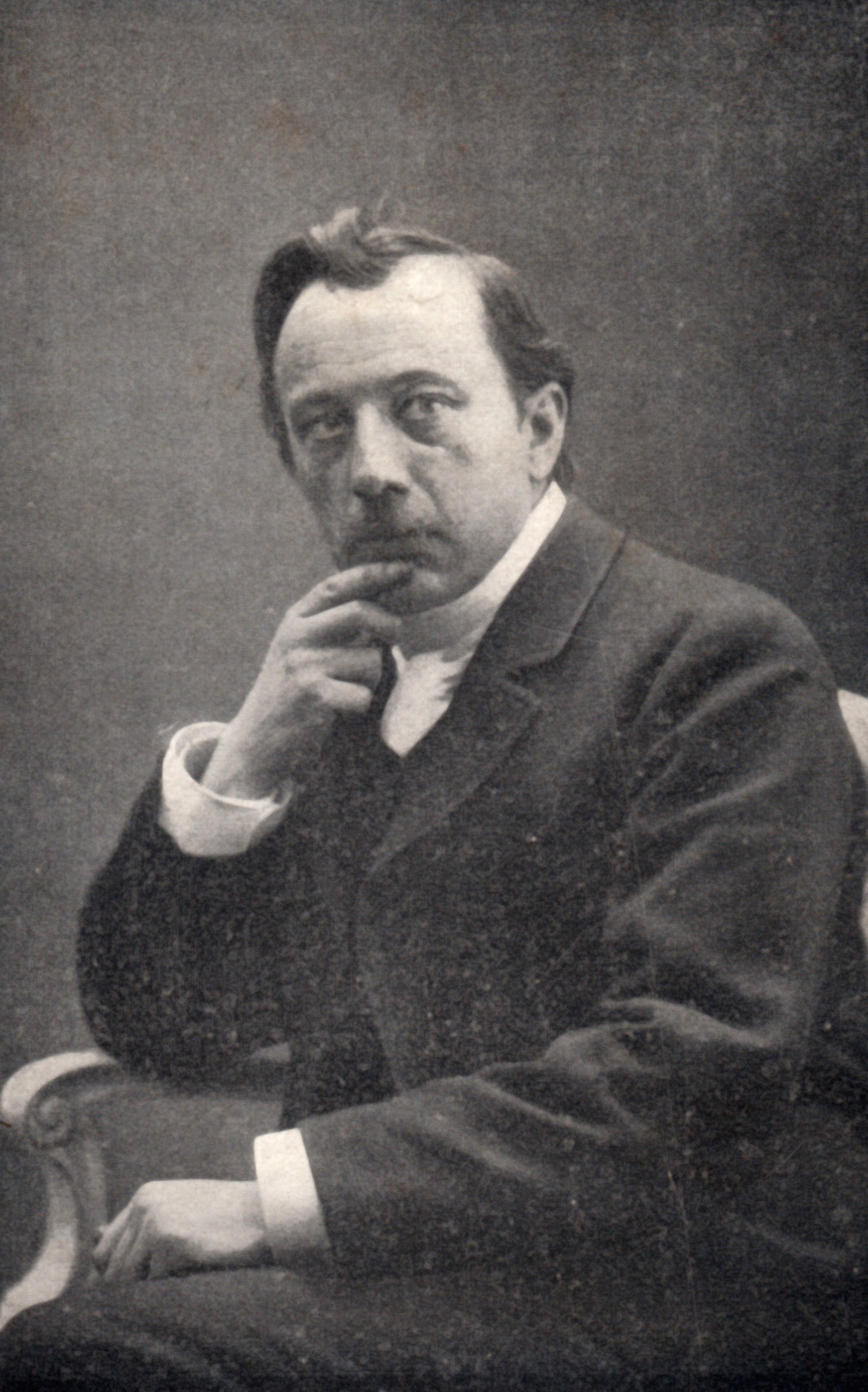
Jules Destrée, bâtonnier de Charleroi (1906).

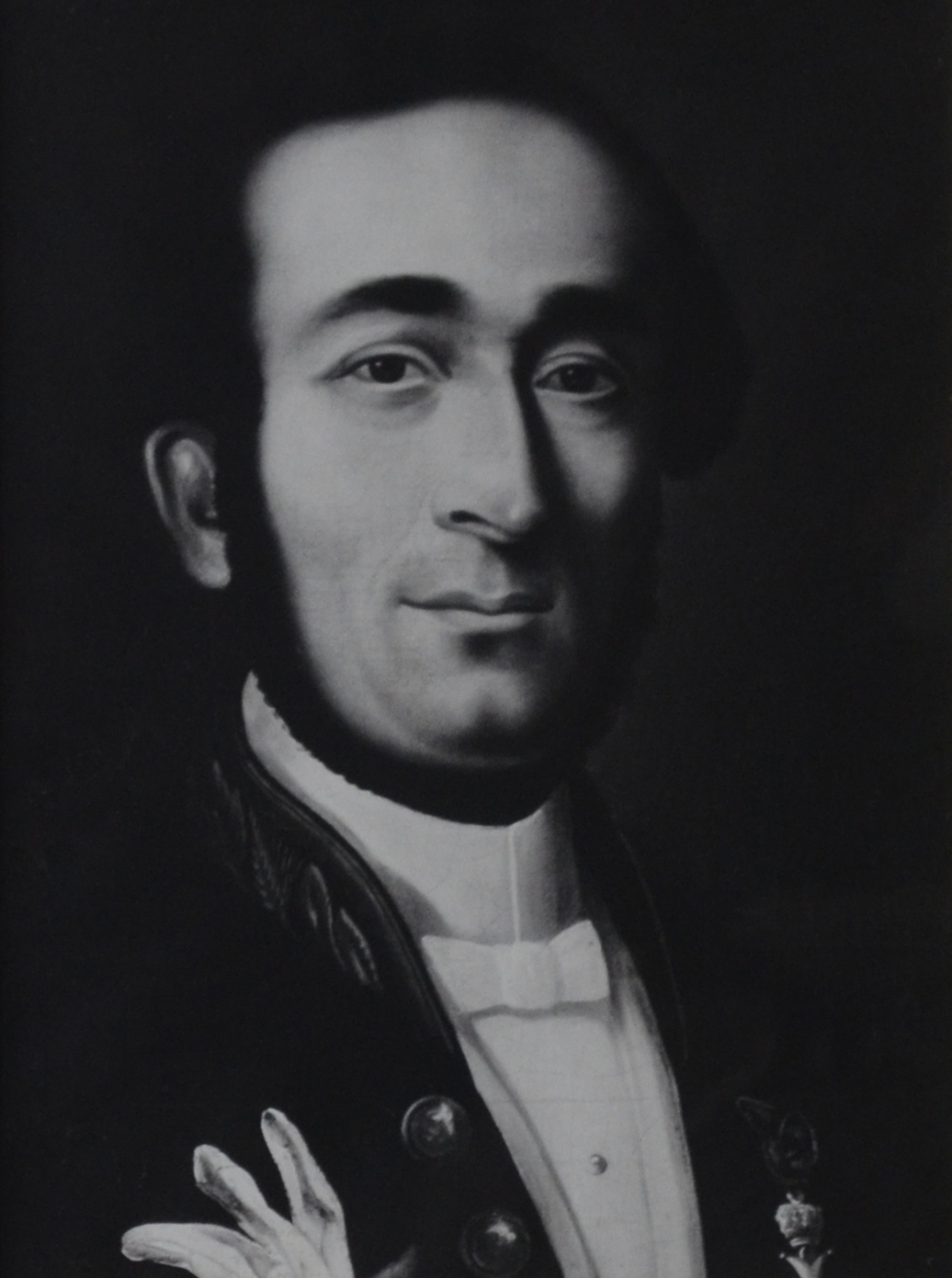
Charles Lebeau, avocat et bourgmestre de Charleroi.

Le Conseil de l'Ordre arrête les grandes orientations du barreau sous la présidence du bâtonnier, élu par ses confrères pour un mandat d'un an renouvelable une fois.

## Bâtonniers
- 1853-1865 : Charles Biourge[7].
- 1866, 1874 : Barthel Dewandre.
- 1872, 1876, 1879, 1885, 1887, 1891, 1907 : Jules Audent[24].
- 1879, 1881 : Lucien Giroul.
- 1888, 1897 : Camille Laurent.
- 1889, 1895, 1921 : Edmond Van Bastelaer[25].
- 1890 : Michel Levie.
- 1893, 1923 : Franz Dewandre.
- 1894, 1898, 1908, 1918, 1924, 1934 : Ferdinand Noël[26],[25].
- 1900 : François du Rousseaux.
- 1901 : Jules Bodson.
- 1903 : Adrien Soupart.
- 1905 : Alfred Dermine.
- 1906 : Jules Destrée.
- 1907 : Charles Pety de Thozée.
- 1909, 1922, 1927 et 1936 : Henri Stranard[27].
- 1913 et 1933 : Victor Vilain[28].
- 1911 : Georges Croquet.
- 1912 : Henri Feldmann.
- 1914, 1938 : Olivier Francq.
- 1919 : Albert Dulait[29].
- 1920 : Auguste Biernaux.
- 1925, 1931 : Paul Paternoster.
- 1926 : Edgard Bonehill.
- 1928 : Me Grégoire.
- 1930 : Maurice Cambier.
- 1932 : Léonce Couty[28].
- 1935 : Georges Horgnies.
- 1937 : Robert Defontaine.
- 1938 : Olivier Francq.
- 1939 : Léon Vitry.
- 1940-1941 : Paul Parent.
- 1941-1942 : Constant Renchon.
- 1944-1945 : Maurice Cambier.
- 1945-1946 : Omar Juste
- 1946-1947 : Louis Dermine.
- 1947-1948 : Pierre Gobbe.
- 1949-1951 : Jean Hanquinet.
- 1951-1953 : Ernest Coeckelberg.
- 1953-1955 : Edgard Thomas.
- 1955-1956 : René George.
- 1957-1959 : Paul Francq.
- 1961-1963 : Jean Lemaigre.
- 1963-1964 : Pierre Declercq.
- 1965-1966 : Jean Duvieusart.
- 1968-1969 : Robert Tassin.
- 1970 : Gilbert Liénard.
- 1973 : Robert Born.
- 1985-1986 : Raymond André.
- 1990 : André Tossens.
- 1991-1993 : Michel Roels.
- 1993-1995 : Pierre van Drooghenbroeck.
- 1995-1997 : Eddy Stein.
- 1997-1999 : Louis Krack.
- 2001-2003 : Marc Lonfils.
- 2003-2005 : Jean-Marie Mattelart.
- 2005-2007 : Josiane Doumont.
- 2007-2008 : Hubert de Stexhe.
- 2009-2011 : Pierre Neuville.
- 2011-2013 : Xavier-Éric Born.
- 2013-2015 : Michel Fadeur.
- 2015-2017 : Alexandre Gillain.
- 2017-2019 : Pierre-Emmanuel Cornil.
- 2019-2021 : Alain Fiasse.
- 2021-2023 : Nathalie Monforti.
- 2023-2025 : Emmanuelle Attout.

## Autres personnalités du barreau de Charleroi
- François de Haussy.
- Gustave Nalinne.
- Sylvain Pirmez.
- Charles Lebeau.
- Albert Hermant.
- Émile Balisaux.
- Victor Lucq.
- Jules Isaac.
- Eudore Pirmez.
- Émile Vandam.
- Léopold Fagnart.
- Armand Libioulle.
- Edmond Dewandre.
- Émile Buisset.
- Émile Chaudron.
- Arille Carlier.
- Corneille Embise.
- Jean Bodart.
- Joseph Pévenasse.
- Jean Coyette.
- Paul de Stexhe.
- André Baudson.
- Étienne Duvieusart.
- Jean-Claude Van Cauwenberghe.
- Jean-Jacques Viseur.
- Annie Allard.
- Jean-Philippe Mayence.
- Éric Massin.
- Antoine Tanzilli.
- Nicolas Tzanetatos.

## Liens
- « Avocats de Charleroi », sur barreaudecharleroi.be (consulté le 31 janvier 2025).
- https://www.facebook.com/barreaudecharleroi